# 1942 ve fotografii

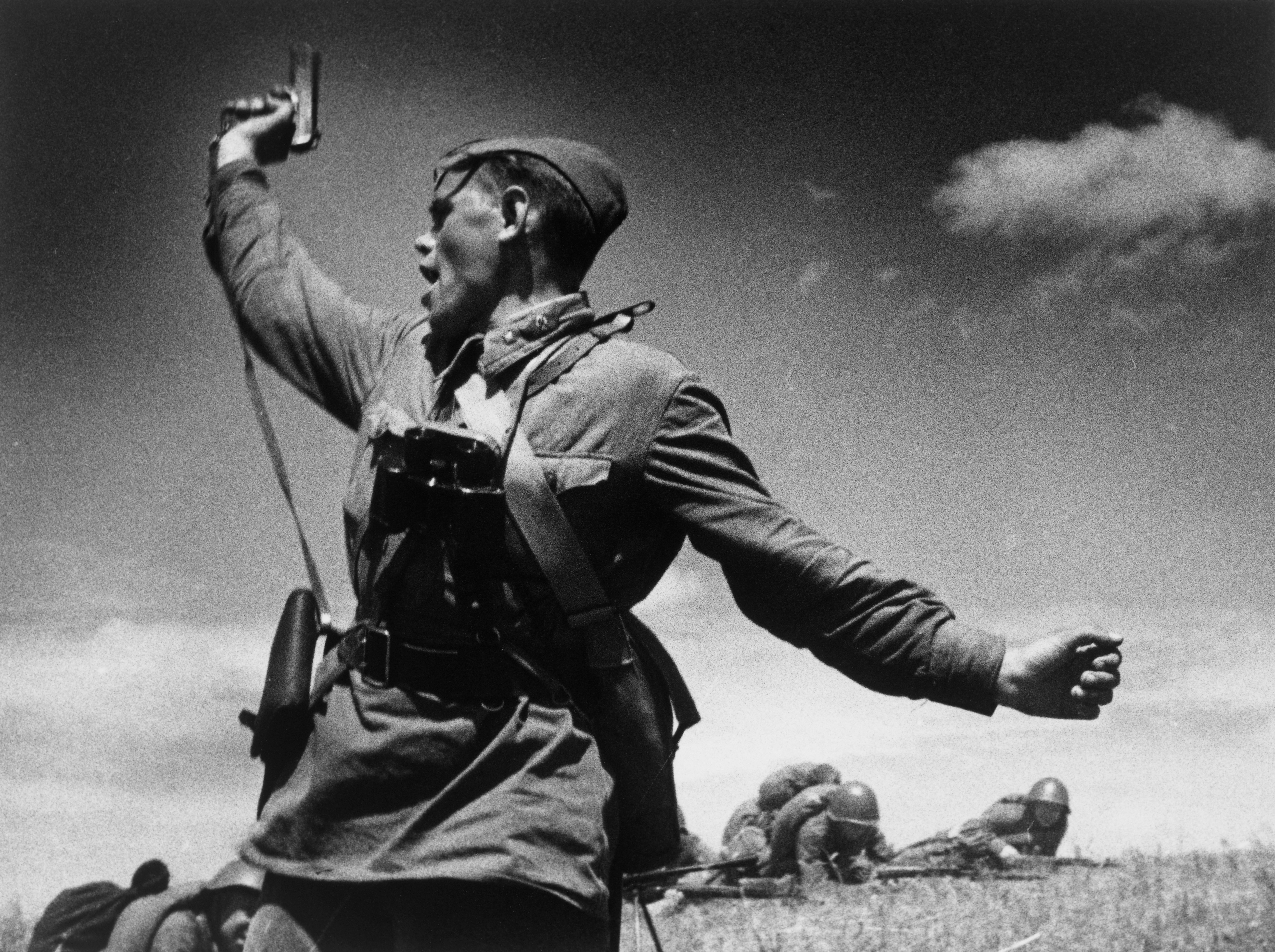
Max Alpert: Kombat, symbol Velké vlastenecké války, velitel praporu A. Jeremenko vede své vojáky do útoku, 12. června 1942, archiv RIA Novosti

Tento článek obsahuje významné fotografické události v roce 1942.

## Události
- Kodacolor uvedl Kodakův první „print“ film.
- 13. června vznikla agentura Office of War Informations (OWI)
- 12. června sovětský fotograf Max Alpert pořídil snímek Kombat, symbol Velké vlastenecké války, velitel praporu A. Jeremenko vede své vojáky do útoku
- Ansel Adams pořídil fotografii Tetonské hory a Hadí řeka a Večer, jezero McDonald, národní park Glacier

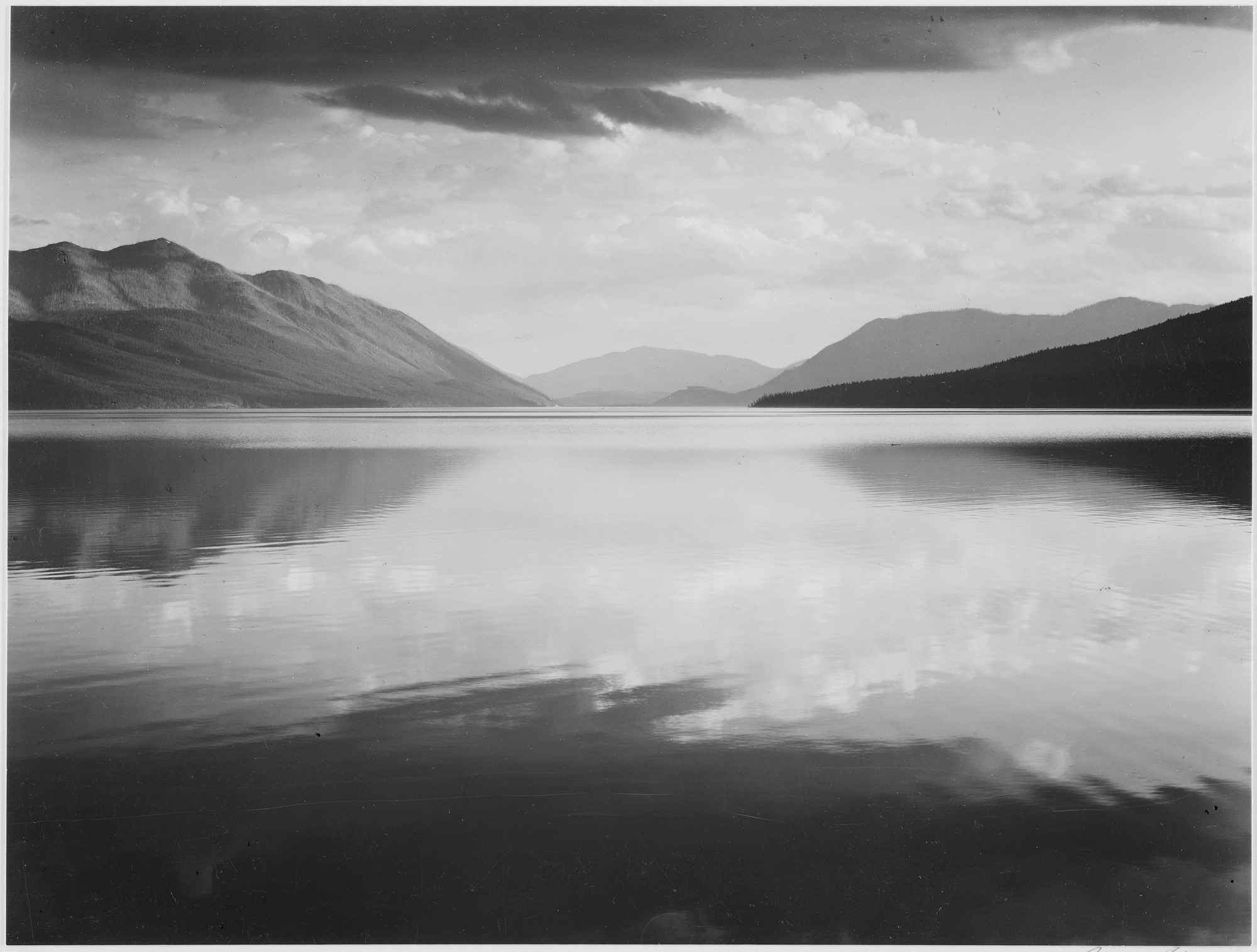
Ansel Adams pořídil fotografii Večer, jezero McDonald, národní park Glacier
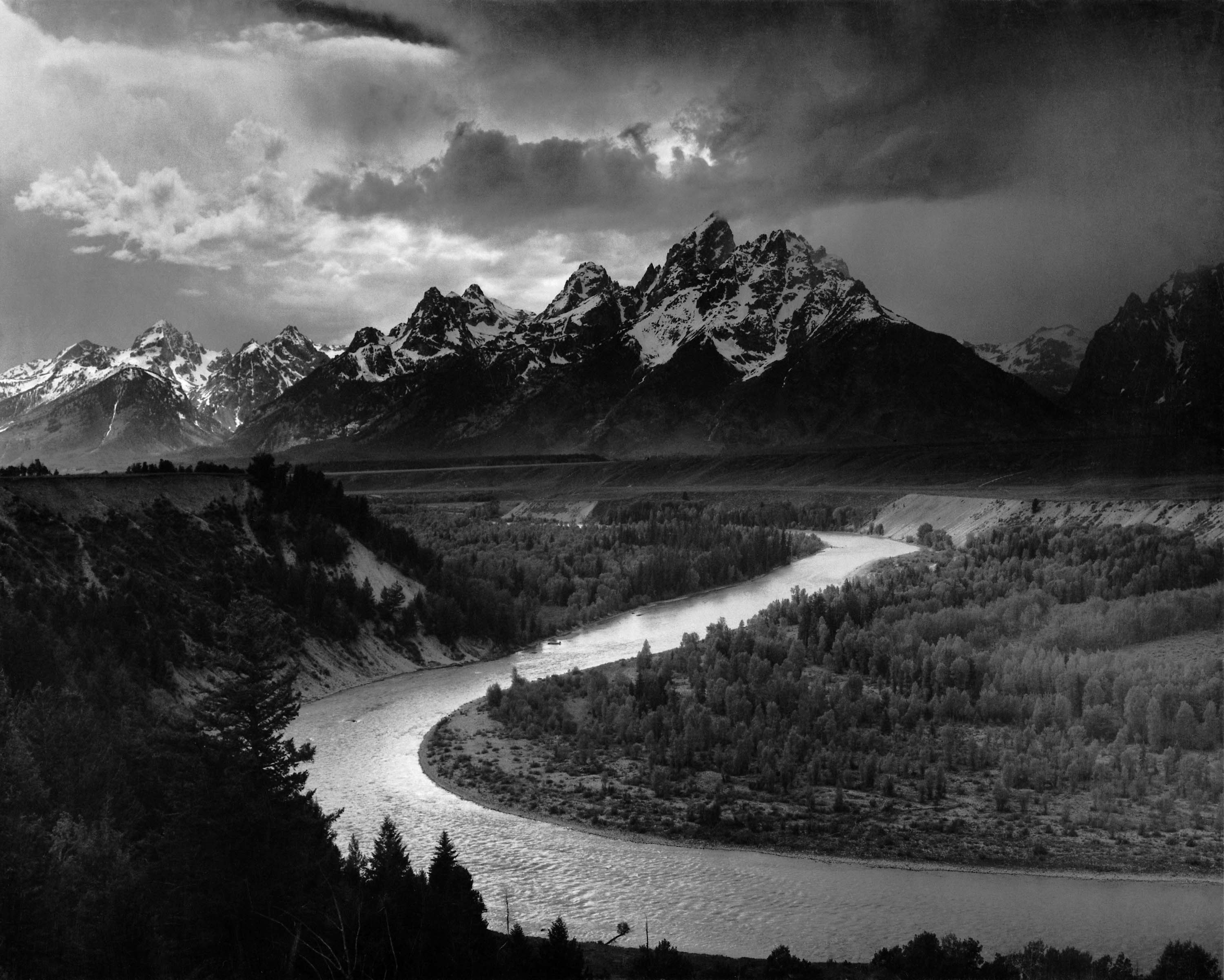
Ansel Adams pořídil fotografii Tetonské hory a Hadí řeka

## Ocenění
- Pulitzer Prize for Photography – Milton Brooks, Detroit News, za svou fotografii Ford Strikers Riot.

## Narození v roce 1942
- 18. ledna – Olavi Kaskisuo, finský novinářský fotograf, známý svými fotografiemi osobností veřejného života v časopisech od 60. do 80. let († 30. ledna 2024)
- 19. ledna – Petr Balíček, český genetik, vědecký pracovník, pedagog, fotograf a malíř († 2. května 2020)
- 26. ledna – Koen Wessing, nizozemský fotograf († 2. února 2011)
- 18. února – Coreen Simpsonová, americká fotografka a návrhářka šperků na afroamerické téma
- 24. února – Cathy Cade, americká fotografka známá svou prací v dokumentární fotografii, včetně lesbického mateřství († 16. listopadu 2024)
- 28. února – Oliviero Toscani, italský fotograf známý svými kontroverzními reklamními kampaněmi pro italskou firmu United Colors of Benetton († 13. ledna 2025)
- 2. března – Lou Reed, americký rockový zpěvák, multiinstrumentalista, skladatel, fotograf a herec († 27. října 2013)
- 16. března – Danny Lyon, americký fotograf a filmař
- 19. března – Jytte Rexová, dánská umělkyně, fotografka, spisovatelka a filmová režisérka
- 23. března – Maša Ivašincová, ruská fotografka z Leningradu, intenzivně se angažovala v poetickém a fotografickém undergroundovém hnutí 60.–80. let († 13. července 2000)
- 25. března – Jan Ságl, český fotograf
- 26. března – Daniela Mrázková, česká teoretička a kritička umělecké fotografie
- 2. dubna – Tetjana Mychajlyšyn-D'Avignon, ukrajinská fotografka, novinářka, umělkyně, pedagožka, aktivistka aktivní v USA
- 3. dubna – Herb Greene, americký fotograf známý svými portréty hudebníků a kapel ze sanfranciské kontrakultury v 60. a 70. letech 20. století († 3. března 2025)
- 27. dubna – Pavel Veselý, český publicista, fotograf, herec, zpěvák a dramatik
- 16. května – Graciela Iturbide, mexická fotografka
- 21. května – Jan Reich, český fotograf († 14. listopadu 2009)
- 15. června – Françoise Huguier, francouzská fotografka
- 20. června – Fernell Franco, kolumbijský fotograf, průkopník na poli umělecké fotografie v zemi († 2. ledna 2006)
- 29. června – Václav Petr, český fotograf
- 6. července – Raymond Depardon, francouzský fotograf, fotoreportér a dokumentarista
- 8. července – Hans Gedda, švédský fotograf
- 13. července – Vladimír Smutný, český kameraman a fotograf († 7. června 2025)
- 28. července – Henry Wessel junior, americký fotograf
- 30. července – Jiří Jírů, český fotograf
- 3. srpna – Leena Saraste, finská fotografka
- 28. srpna – Zaur Kantemirov, ázerbájdžánský malíř, grafik a fotograf († 27. září 2021)
- 10. září – Luit Bieringa, novozélandský umělecký historik se specializací na fotografii
- 17. září – Ron Kroon, holandský freestyle plavec a fotograf († 12. července 2001)
- 24. září – Alex Kempkens, německý fotograf
- 27. září – Dith Pran, kambodžský novinář a reportážní fotograf († 30. března 2008)
- 29. září – Ivan Vojnár, český fotograf, kameraman a režisér
- 1. října – Heinz Kluetmeier, americký sportovní fotograf německého původu pracující pro Sports Illustrated († 14. ledna 2025)
- 9. října – Michail Anatoljevič Vasenkov,  sovětsko-ruský plukovník, fotoreportér a špión († 6. dubna 2022)
- 12. října – Paolo Gioli, italský malíř, fotograf a režisér († 28. ledna 2022)
- 19. října – Vojtěch Bartek, český fotograf a pedagog († 10. března 2013)
- 23. října – Joyce Dopkeenová, americká fotografka, první fotografka na plný úvazek pro The New York Times († 31. ledna 2023)
- 3. listopadu – Dušan Pálka, český grafik, fotograf, karikaturista, humorista a kreslíř († 17. června 2011)
- 3. listopadu – Koloman Leššo, slovenský výtvarník (ilustrátor, grafik, karikaturista, malíř, keramik), animátor, scenárista, spisovatel, fotograf a architekt († 27. září 2013)
- 19. listopadu – Emory Kristof, americký fotograf, věnoval se podvodní fotografii a filmu, zúčastnil se expedice, která objevila Titanic († 6. února 2023)
- 7. prosince – Leif Gabrielsen, norský fotograf
- 17. prosince – Gide'on Gechtman, izraelský umělec, fotograf a sochař († 27. listopadu 2008)
- 30. prosince – Jacques Renoir, francouzský fotograf a filmař († 7. listopadu 2024)
- 31. prosince – George Hallett, jihoafrický fotograf († 1. července 2020)
- prosinec – Raghu Rai, indický fotograf
- ? – Hugo van Gelderen, nizozemský rozhlasový diskžokej, rozhlasový ředitel a fotograf († 1995)
- ? – Wang Fu-čchun, čínský fotograf dokumentující cestující ve vlaku († 13. března 2021)[1]
- ? – Robert McFarlane, australský fotograf a fotografický kritik († 19. července 2023)
- ? – Ian Jeffrey, anglický historik umění, spisovatel a kurátor
- ? – Tam Fiofori, nigerijský dokumentární fotograf († 25. června 2024)

## Úmrtí v roce 1942

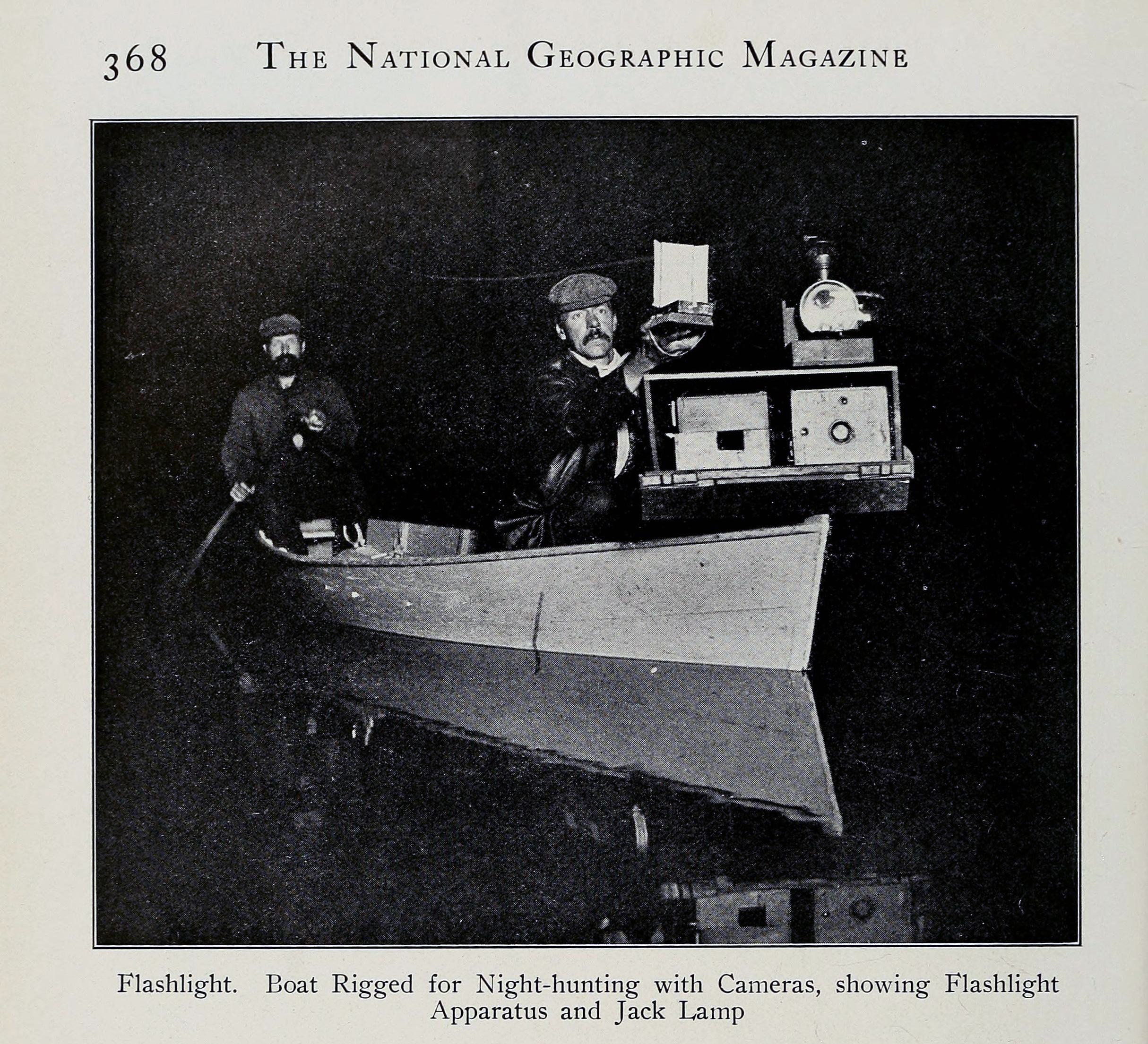
George Shiras III byl průkopníkem noční fotografie s bleskem

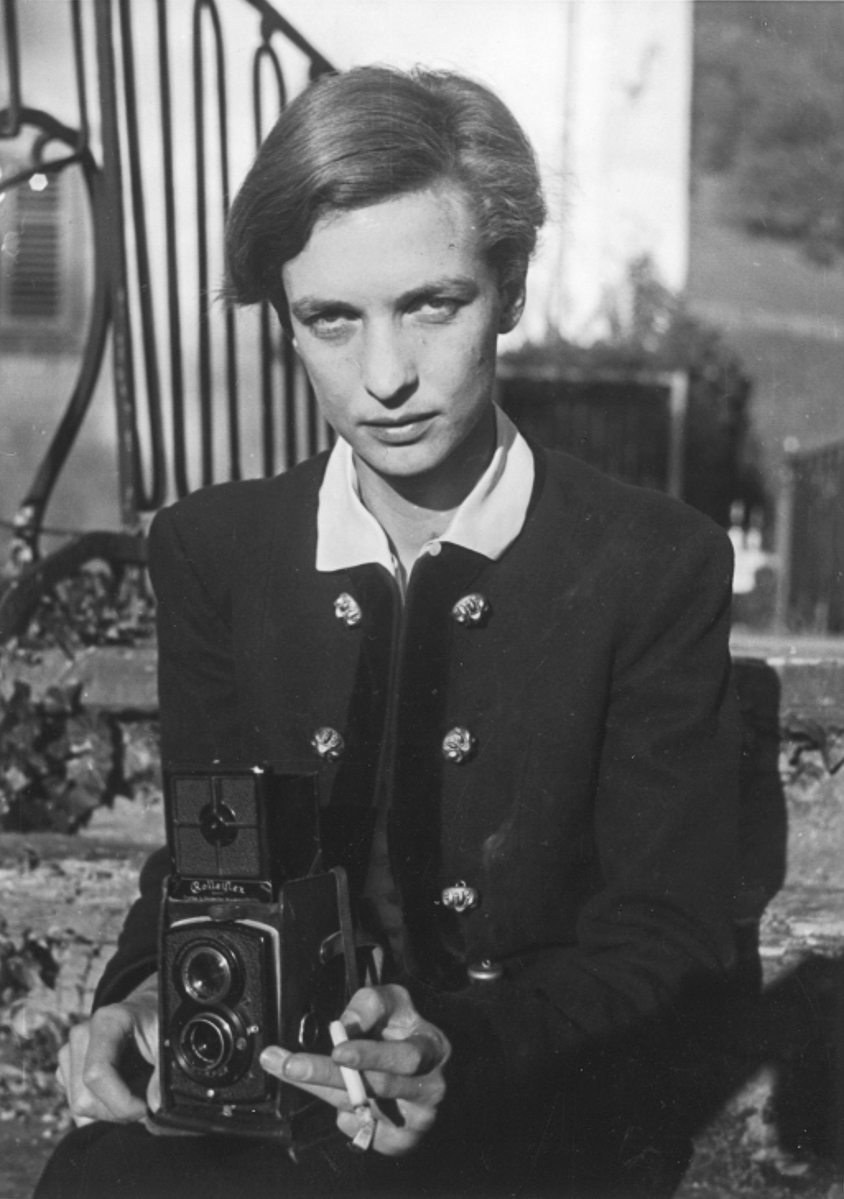
V tomto roce zemřela Annemarie Schwarzenbach, švýcarská spisovatelka, novinářka, fotografka a cestovatelka

- 6. ledna – Tina Modotti, 45, mexická fotografka italského původu
- 14. ledna – Hermann Koczyk, německý fotograf (* 1. května 1868)
- 19. ledna – Klára Loosová,  československá fotografka aktivní v Rakousku (* 4. listopadu 1904)
- 6. února – Jacob Merkelbach, nizozemský fotograf (* 29. dubna 1877)
- 28. února – Melitón Rodríguez, kolumbijský fotograf z Medellínu, spojován s rozvojem fotografie v Kolumbii na konci 19. a počátku 20. století (* 31. srpna 1875)
- 24. března – George Shiras III, americký fotograf, průkopník noční fotografie s bleskem (* 1. ledna 1859)
- 22. dubna – Pirie MacDonald, americký fotograf (* 27. ledna 1867)
- 29. dubna – Ludvig Forbech, norský fotograf (* 2. března 1865)
- 17. května – Signe Branderová, finská fotografka (* 15. dubna 1869)
- 24. května – Čeněk Habart, spisovatel, kronikář, fotograf (* 21. září 1863)
- 30. května – Jessie Tarbox Bealsová, americká fotografka, první fotoreportérka publikující svá díla v USA a první noční fotografka (* 23. prosince 1870)
- 6. června – Jaroslav Fabinger, český fotograf (* ? 1899)
- 6. června – Mathilde Weil, americká fotografka (* leden 1872)
- 19. června – Karl Kaser, rakouský právník a fotograf (* 5. května 1861)
- 21. června – Leslie Hinge, novozélandský fotograf (* 16. ledna 1868)
- 30. června – William Henry Jackson, americký malíř, fotograf a cestovatel (* 4. dubna 1843)
- po 17. červenci – Jacques Biederer, český fotograf a podnikatel židovského původu žijící ve Francii. Se svým bratrem Charlesem se stali průkopníky erotické fotografie, které se proslavily mimořádnou kompoziční odvahou a explicitností. V jimi provozovaných atliérech Studio Biederer a Ostra, jako jedni z prvních vytvářeli také snímky s tematikou BDSM. Zahynuli v koncentračním táboře. (* 27. dubna 1887)
- 9. srpna – Arnold Genthe, americký fotograf (* 8. ledna 1869)
- 24. srpna – Eduard Sanders, nizozemský fotograf a vydavatel pohlednic (27. července 1886)
- 29. srpna – Frank Scholten, holandský fotograf a spisovatel (30. srpna 1881)
- 22. září – Marta Wolffová, německá portrétní fotografka, oběť holokaustu (* 6. září 1871)
- 19. října – Otto Rietmann, švýcarský fotograf, který fotografoval Goetheanum i Rudolfa Steinera (* 6. srpna 1856)
- 15. listopadu – Annemarie Schwarzenbach, švýcarská spisovatelka, novinářka, fotografka a cestovatelka (* 23. května 1908)
- 28. listopadu – Rose Clarková, americká malířka a fotografka (* 1852)
- ? – Byron Harmon, americký průkopnický fotograf kanadských Skalistých hor (* 1876)
- ? – Pavel Semjonovič Žukov, ruský fotograf (* 1870)
- ? – Jakov Vladimirovič Štejnberg, ruský fotograf (* 1880)
- ? – Alexander Vladikov, bulharský fotograf a aktivista (* 1874)